# دستور الجمهورية الرومانية

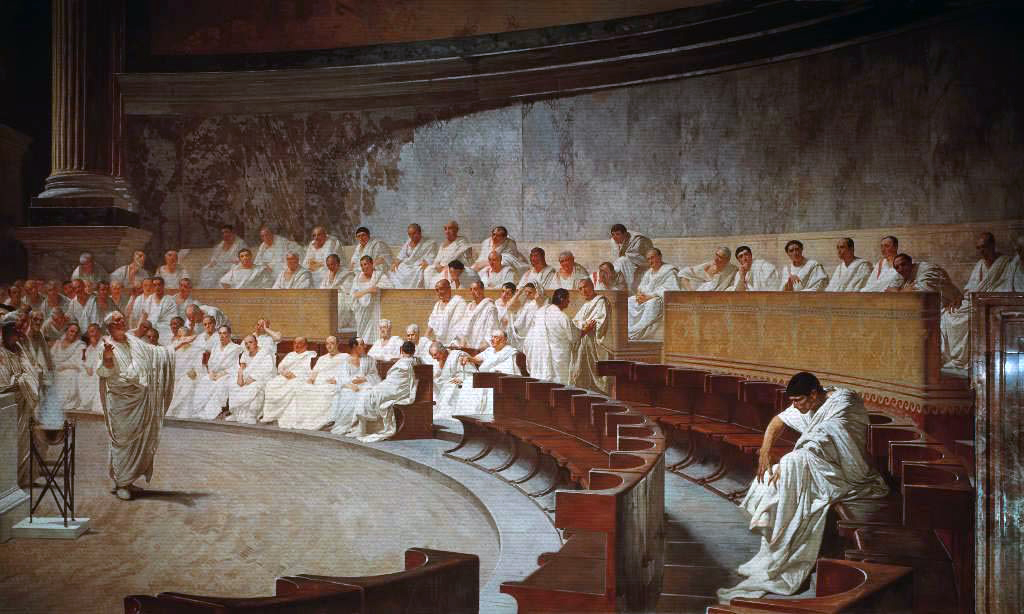
برلمان الروماني في العصور السابقة

دستور الجمهورية الرومانية كان مجموعةً من القواعد والقوانين التي تم توارثها عبر الأجيال القديمة والسوابق القضائية. كان الدستور في معظمه غير مكتوبٍ أو منظَّم، وقد تطور كثيراً مع مرور الوقت. على عكس بعض المدن القديمة مثل أثينا التي اتَّبعت دساتير قانونية ديمقراطية، أو أسبرطة التي اتبعت أخرى أرستقراطية، أو حتى ملكية كما كانت روما ذاتها قبل وإلى حدٍّ ما بعد عصر الجمهورية، كان دستور الجمهورية الرومانية عبارةً عن خليط من هذه العناصر الثلاث معاً لتغطّي مختلف فروع حكومة الدولة. فقد أخذ العنصر الديمقراطي شكله في المجالس التشريعية، وتمثل العنصر الأرستقراطي في مجلس الشيوخ، بينما جاء العنصر الملكي في العديد من القناصل الذين كانت خدمتهم مقصورةً على فترات مؤقَّتة.
كان المصدر الأعلى للتشريع في الجمهورية الرومانية هو - كما في الجمهوريات الحديثة - الشعب. فقد كان يجتمع مواطنو روما في المجالس التشريعيَّة لإصدار القوانين وانتخاب الحكَّام التنفيذيين المسؤولين عن إدارة الدولة. كان ينتج عن انتخاب أي شخصٍ لمنصب حاكم أن يصبح تلقائياً عضواً في مجلس الشيوخ، ويبقى كذلك مدى الحياة، إلا في حال سحب الثقة. كان يتولى المجلس إدارة جميع مسائل الحياة اليومية في روما، بينما أشرف أعضاؤه على المحاكم. كان يتولى الحكام التنفيذيون - من جهةٍ أخرى - تطبيق القانون على أرض الواقع، والإشراف على عمل مجلس الشيوخ والمجالس التشريعيَّة. كانت هناك العديد من المسؤوليات المتبادلة والسلطات المختلفة بين هذه الفئات الثلاثة التي تحكم الدولة، بحيث تصغر قدر الإمكان احتمالية ظهور الاستبداد والفساد. على صعيد آخر، لم يكن فصل السلطات بين هذه الفئات كاملاً. كما أنه كان من الرائج اللجوء إلى حلول قانونية في المآزق خارجة عن طابع الدستور الروماني. بدأت إثر ذلك أزمة دستورية في سنة 133 ق.م، تمثَّلت بنزاعٍ بين الأوتوقراطيين وعامَّة الشعب. أدت هذه الأزمة في نهاية الأمر إلى انهيار الجمهورية الرومانية بأكملها، وتحوُّل روما إلى نوعٍ أكثر أوتوقراطية بكثيرٍ من الحكومات هو الإمبراطورية.
شهدت أواخر الحقبة الجمهورية زيادة في تركيز السلطة في أيدي حاكمي المقاطعات، واللجوء للسلطة العسكرية لفرض التغييرات السياسية (على سبيل المثال دكتاتورية سولان)، واللجوء إلى العنف، جنبًا إلى جنب مع استغلال المجالس «المستقلة» بالرشى والتهديد، وذلك في سبيل منح السلطة العليا للقادة المنتصرين. أدت وتيرة العنف المتزايدة وتمركُز السلطة بأيدي عدد محدود من الرجال، ناهيك بضياع الثقة بمؤسسات الجمهورية، أدت إلى دفع البلاد في طريق الحرب الأهلية وتحويلها على يد أغسطس إلى نظام أوتوقراطي متخفّ خلف واجهة شرعية الجمهورية.

## مراحل تطوّر الدستور
هيمنت طبقة البطارقة الروم على الدستور في الحقبة المبكرة للجمهورية، واحتكروا جميع سلطات المناصب القضائية، ومجلس الشيوخ، والكتل الانتخابية في المجالس. عمومًا، ترافق تطور الدستور بنزعة نحو تمثيل شعبي أكبر على حساب طبقة البطارقة. بشكل رئيسي اعتمد كتاب المصادر التاريخية لأصل النظام السياسي الروماني، تيتوس ليفيوس وديونيس من هاليكارناسوس، على مؤرخي الحوليات الرومان، الذين استكملوا النقص الموجود في التاريخ المسجّل بروايات التاريخ الشفوية. يمثل غياب الدليل هذا مشكلة تتعلق بموثوقية الروايات التقليدية بخصوص أصول الجمهورية.
وفقًا للروايات التقليدية، فقد حكمت روما سلالة من الملوك. اعتقد الرومان أن هذه الفترة، حقبة المملكة الرومانية، بدأت في العام 753 قبل الميلاد وانتهت في العام 510 ميلادية. بعد الإطاحة بالملكية الرومانية، راح شعب روما ينتخب قنصلَين كل عام. وحسب التقويم القنصلي، وهو عبارة عن قائمة بأسماء القناصل تعود بتاريخها إلى تأسيس الجمهورية، فإن أول قنصلَين قد اختيرا في العام 509 قبل الميلاد. 
يشكك بعض الباحثين بهذه الروايات التقليدية، ويتبنون رأيًا مفاده أن الملَكية قد تطورت إلى نظام حكم يقوده حكام مدنيون منتخبون. رغم ذلك، بقيت آثار العهد الملكي واضحة في بعض المؤسسات الجمهورية، مثل المنصب الديني ريكس ساكروروم («ملك المقدسات») وإنتيريغنوم (فترة زمنية يديرها إنترريكس حاكم مؤقت عندما تخلو مناصب القنصل، وبريتور، والديكتاتور من شاغليها). ولكن توجد أدلة تثبت أن أوائل عهد الجمهورية اتسمت بالتغيير العنيف، إذ حملت كلمة ريكس نفس دلالات كلمة طاغية، ووجدت قوانين أعلنت مصادرة حياة وأملاك أيما رجل تآمر لتنصيب نفسه ملكًا أو طاغية.
ظهرت المجالس الأولى للجمهورية خلال العهد الملكي، بغية المصادقة على الانتخابات الملكية وتطويع مجالس المواطنين لانتخاب أوائل القناصل. هيمن البطارقة الرومان على هذا النظام، وجُيّرت مصادر الدولة في بواكير عهد الجمهورية بمعظمها لصالح الصراعات بين البطارقة وعامة الشعب، فيما عُرف باسم صراع الطبقات.
تزامنت السنوات الأولى للجمهورية مع الصراعات الخارجية والاضطرابات الشعبية المتتالية. في العام 494 قبل الميلاد، ونظرًا لرزوخهم تحت وطأة إجراءات قاسية فرضها عليهم دائنوهم من البطارقة، وخلال حملة عسكرية، انشقّ مسلّحون من عامة الشعب وانحازوا بأسلحتهم إلى هضبة مونته ساكرو خارج روما ورفضوا القتال في الحملة العسكرية دون حصولهم على تنازلات سياسية. ونظرًا لوجود عامل الخطر الخارجي، اضطُر البطارقة للاعتراف بمنصب أطربون العوام والذين أُقر بحصانتهم، أي أُعلن عن عصمتهم وأنه يُعاقب بالإعدام كل من يتعدى على حرمة هذه المنصب. مثّل ذلك الأساس لصلاحية الأطربون في حق النقض (الترجمة الحرفية لـ «أنا أحظر») على أي إجراء سياسي أو لحماية أيما فرد من جور يُلحقه به الحاكم المدني. رشّح العامة من بينهم مساعدَين لمنصب الأطربون، والذين لا يُعرف عدد شاغليه على وجه الدقة؛ وعُرف المساعدون من العامة باسم إيديل.
فيما بعد، وبضغط من العامة مرة أخرى، تُوصّل إلى تسوية سياسية يمنح بمقتضاها القناصلة والأطربون مكانًا لهيئة مؤلفة من عشر رجال، تُدعى ديسيمفيري، عُهد إليها بسلطة نشر مجموعة القوانين لروما بأسرها، أو ما سُمّي اللوائح الاثنا عشر. وفقًا لما ذكره تيتوس ليفيوس، قننت تلك الهيئة جميع القوانين العامة والخاصة، ولكن إصدارها القوانين لم يمنح حقوقًا إضافية للعوام، إذ نصّ قانون في اللوائح بحظر الزيجات بين عامة الشعب والبطارقة. على إثر محاولتها القصيرة لتأسيس حكومة ديسيمفيري، أطاح بالهيئة الانفصال الثاني للجيش، الذي أعاد الجمهورية القديمة وحظر تشكيل دستور يعتمد على هيئة العشرة رجال.
في العام 446 قبل الميلاد، انتُخب الكويستور، وهم إداريون يحظون بصلاحيات واسعة؛ وأُنشئ منصب الرقيب الروماني للإشراف على تعداد السكان في العام 443 قبل الميلاد. مع ذلك، اقترن تأسيس منصب الرقباء بممارسة انتخاب أطربونات عسكريين ذوي سلطات قنصلية، ورغم كونه منصبًا مفتوحًا ليضم العامة، فقد أجهض الجهود الرامية لإصلاح منصب القنصلية ذاته.
في العام 367 قبل الميلاد، سُمح لعامة الشعب بالترشح لمنصب القنصل، وهو ما عنى ضمنيًا فتح المجال أمامهم لدخول منصب الرقيب والديكتاتور. وفي تلك الفترة، توقفت ممارسة انتخاب أطربونات عسكريين ذوي سلطات قنصلية. في العام 366 قبل الميلاد، وسعيًا من البطارقة لترسيخ هيمنتهم على مناصب الحكام، أُسس منصبان جديدان، هما البيرتور والإيديل الكورولي (على اسم شاغل المنصب، ومثل القنصل والبريتور، كان له الحق في كرسي الكورولي). لم يكن هذان المنصبان مفتوحان سوى للبطارقة، ولكن بمرور جيل واحد أصبحا مفتوحان أمام العامة.
بدءًا من العام 350 قبل الميلاد تقريبًا، أخذ منصب السيناتور والأطربون العام بالتقارب. راح مجلس الشيوخ بمنح منصب الأطربون سلطات أوسع، وهكذا شعر الأطربون بكوهم مدينين لمجلس الشيوخ. مع تقارب الأطربون والسيناتورات، بدأ أعضاء مجلس الشيوخ من العامة بتحصيل منصب الأطربون لأفراد عائلاتهم. إضافة إلى ذلك، شهدت تلك الفترة تنفيذ إجراء بيبيسكيتوم أوفينيوم، والذي نقل سلطة تعيين أعضاء مجلس الشيوخ من القناصل إلى المراقبين. أوجب هذا القانون كذلك على المراقبين تعيين الحكام المنتخبين جديدًا في مجلس الشيوخ، وهو ما يكون قد أسفر إلى زيادة عدد أعضاء مجلس الشيوخ من العامة.
مع تناقُص المنزلة المتميزة التي حظيت بها النخبة الأرستقراطية بمرور الوقت، نمت أرستقراطية شعبية تمتعت بمكانة تأتّت نظريًا من منطلق الجدارة والانتخاب الشعبي لا من حق الولادة. نظرًا لعدم أحقية البطارقة بالترشح للمناصب المخصصة للعامة، فقد كان لدى الطبقة الأرستقراطية العامة الناشئة حديثًا فرصًا أكبر للتقدم مما كان لدى نظرائهم الأرستقراطيين. مع الزمن، أصبحت الفروق بين الأرستقراطيين البطارقة والعوام أقل أهمية، وهو ما أدى إلى ظهور «طبقة أرستقراطية من البطارقة والعوام» تسمى طبقة النبلاء.
في العام 287 قبل الميلاد، انفصل العامة مرة أخرى. لإنهاء هذا الانشقاق، أُقرّ قانون هورتينسيا، والذي نصّ على أن القوانين التي يقرّها مجلس العوام تكون ملزمة لجميع الشعب الروماني. حلّ قانون هورتينسيا آخر معضلة سياسية كبرى في تلك الفترة المبكرة من تاريخ روما؛ وأُقرّت السيادة الانتخابية والتشريعية للمجالس وظلت جزءًا من الدستور حتى سقوط الجمهورية. بصفة عامة، جاءت نتائج الصراعات السياسية في بواكير عهد الجمهورية لإزالة المكانة المتميزة التي حظي بها البطارقة في الدستور ومنح العوام الاعتراف اللازم للمناصب التي شغلوها. وعند هذه المرحلة تزايدت سلطات مجلس الشيوخ، إذ أصبح مجلسًا يضم حكامًا سابقين بدلًا من كونه جسمًا يضم نبلاء تحصلوا على مكانتهم بحُكم الوراثة فحسب.

## المجالس
نصّ القانون الدستوري الروماني على أن للمجالس سلطة سيادية، لها حقّ تنفيذ أو رفض قانون، وتثبيت أي حاكم، واتخاذ أي قرار. في الواقع، عبر قانون واحد، امتلكت تلك المجالس السلطة لتجاوز معايير وسوابق الجمهورية وغيرها من القوانين القديمة التي لم يطرأ عليها أيما تغيير. تألف المجلس من عنصرين جوهريين: 1. الموظف الذي يدير الجلسة. 2. المواطنون في المجلس ذاته. لم يشترك المواطنون في المجالس في المسائل المطروحة أمامهم أو يناقشوها، بل استمعوا للمتحدثين الذين اقترحهم الموظف المدير للجلسة. وبعد تلك الجلسة النقاشية، يطالب الموظف المدير للجلسة بانتخاب بالقبول أو الرفض، برفع الأيدي أو خفضها. دون الموظف المدير للجلسة، لم يحق لأحد قانونيًا دعوة المجلس للانعقاد؛ وبدون المواطنين، لم يوجد أحد سوى رئيس الجلسة.